# Playa de Las Teresitas

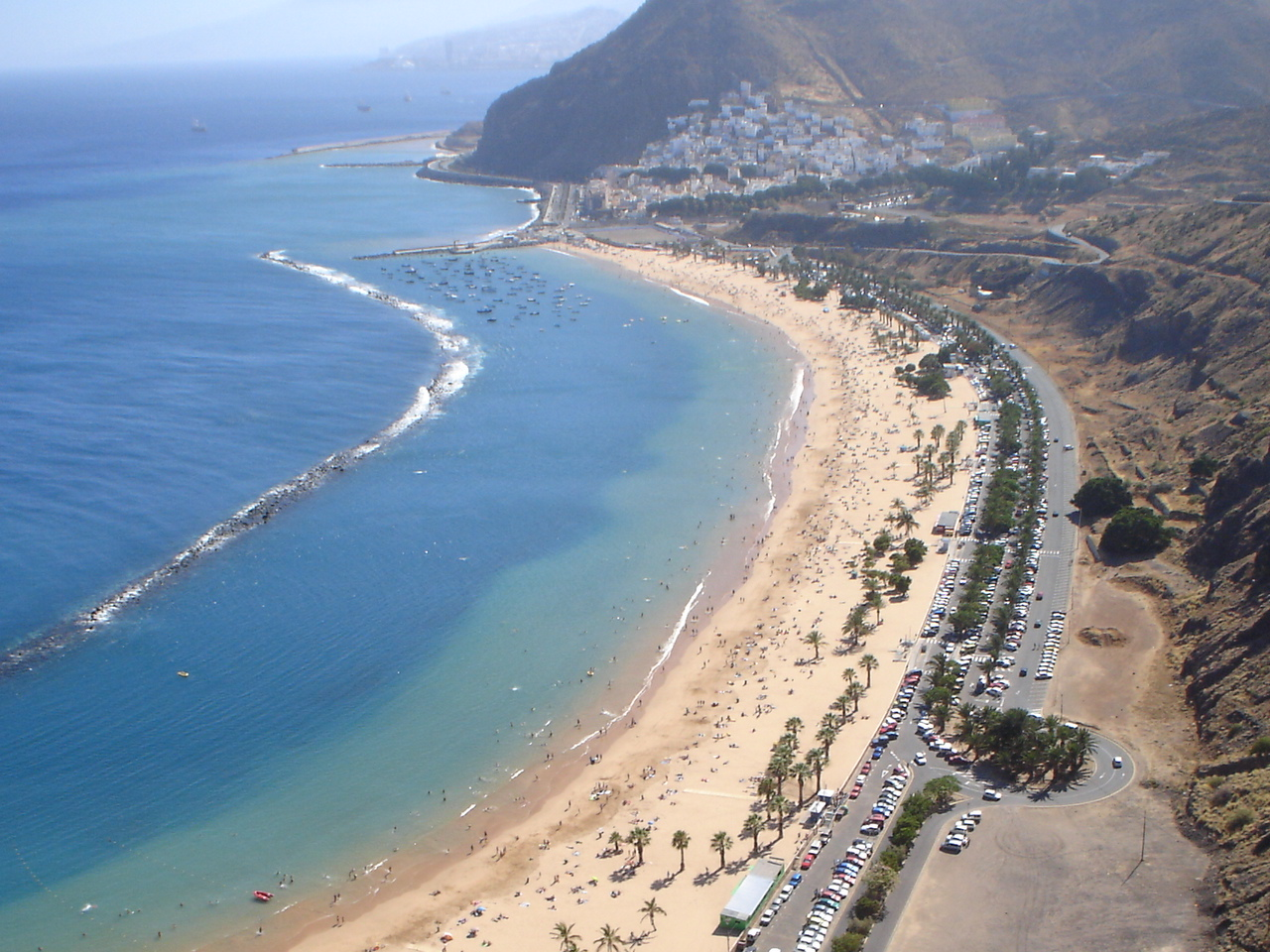
Playa de Las Teresitas

La Playa de Las Teresitas é uma praia no município de Santa Cruz de Tenerife, a ilha de Tenerife (Ilhas Canárias, Espanha).
A praia é perto da aldeia de San Andrés, é uma das mais famosas praias nas ilhas Canárias.